# Xena: la princesa guerrera en la cultura popular
El personaje ficticio de Xena en la serie de televisión Xena: la princesa guerrera ha sido alabado por muchos seguidores, incluyendo al creador de la serie Buffy la cazavampiros, Joss Whedon, por abrir el camino a una nueva generación de heroínas de acción como Buffy, Max de Dark Angel, Sydney Bristow de Alias y La Novia de Kill Bill, película de Quentin Tarantino, quien es un gran fan de Xena.
"Xena" se ha convertido en Estados Unidos en sinónimo de "mujer dura y luchadora" y es muy mencionada en artículos de revistas y en críticas cinematográficas. Por ejemplo, el personaje de Ginebra en la película de 2004 El rey Arturo: La verdadera historia que inspiró la leyenda fue comparado con Xena en varias críticas. También, en 2005, una crítica del Chicago Daily Herald sobre una representación de Enrique IV de Shakespeare, en la que la mayoría de los papeles masculinos eran interpretados por mujeres, fue titulada "Shakespeare conoce a Xena". Los críticos se han fijado en que el público de hoy en día puede aceptar fácilmente la feminización de las luchas de poder y de las escenas de batalla de las obras a causa de "la familiaridad de las mujeres luchadoras como Xena". Por otra parte, después del estreno de El Señor de los Anillos: la Comunidad del Anillo, de Peter Jackson, muchos fanes de Tolkien mostraron su desacuerdo con respecto al ampliado papel guerrero que Jackson dio a Arwen, un personaje secundario en los libros, llamando a su versión cinematográfica "XenArwen".

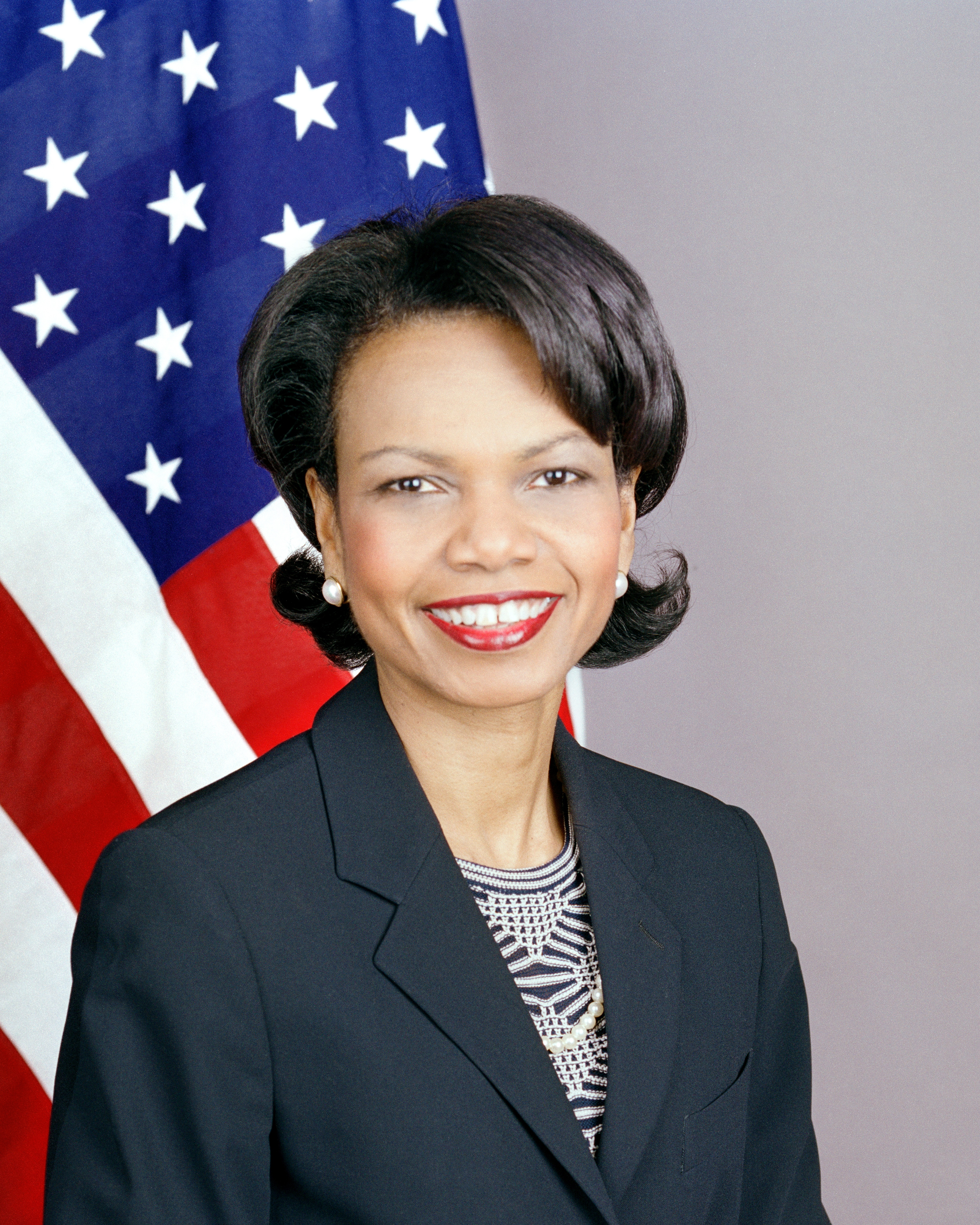
Condoleezza Rice, llamada "Princesa Guerrera".

La Secretaria de Estado estadounidense, Condoleezza Rice ha sido apodada "Princesa Guerrera" por sus empleados. Rachel, personaje adolescente de la serie de libros de ciencia ficción Animorphs también fue apodada "Xena, la princesa guerrera" debido a su valentía temeraria y su postura de no tomar prisioneros.
Xena: la princesa guerrera ha sido calificada como un fenómeno de la cultura pop y un icono del feminismo. La influencia del personaje ha despertado el interés académico. Un ejemplo es el ensayo de Kim Tolley Xena, Warrior Princess, or Judith, Sexual Warrior? The Search for a Liberating Image of Women's Power in Popular Culture. El tema ha sido situado en un contexto histórico y cultural más amplio en el ensayo de Sherrie A. Inness Tough Girls: Women Warriors and Wonder Women in Popular Culture. La serie y sus personajes han sido el foco de numerosos artículos en el Journal of Popular Culture.
La serie de televisión, que se vale de referencias a la cultura pop como recurso humorístico, se ha convertido ella misma en una frecuente referencia pop en videojuegos, cómics y programas de televisión y ha sido muchas veces parodiada. Incluso Lucy Lawless ha participado en varios sketches que parodiaban la serie prestando su voz, además, a parodias en series animadas de televisión como Los Simpson.
Xena disfruta de un particular estatus dentro de la comunidad lésbica. Algunas de las aficionadas lesbianas a la serie ven a Xena y Gabrielle como una pareja y las han adoptado como modelo de roles e iconos lésbicos. Un grupo llamado "Xenas en marcha" ("The Marching Xenas" en inglés) ha participado en muchos desfiles del orgullo gay.

## En la cultura contemporánea

### Astronomía

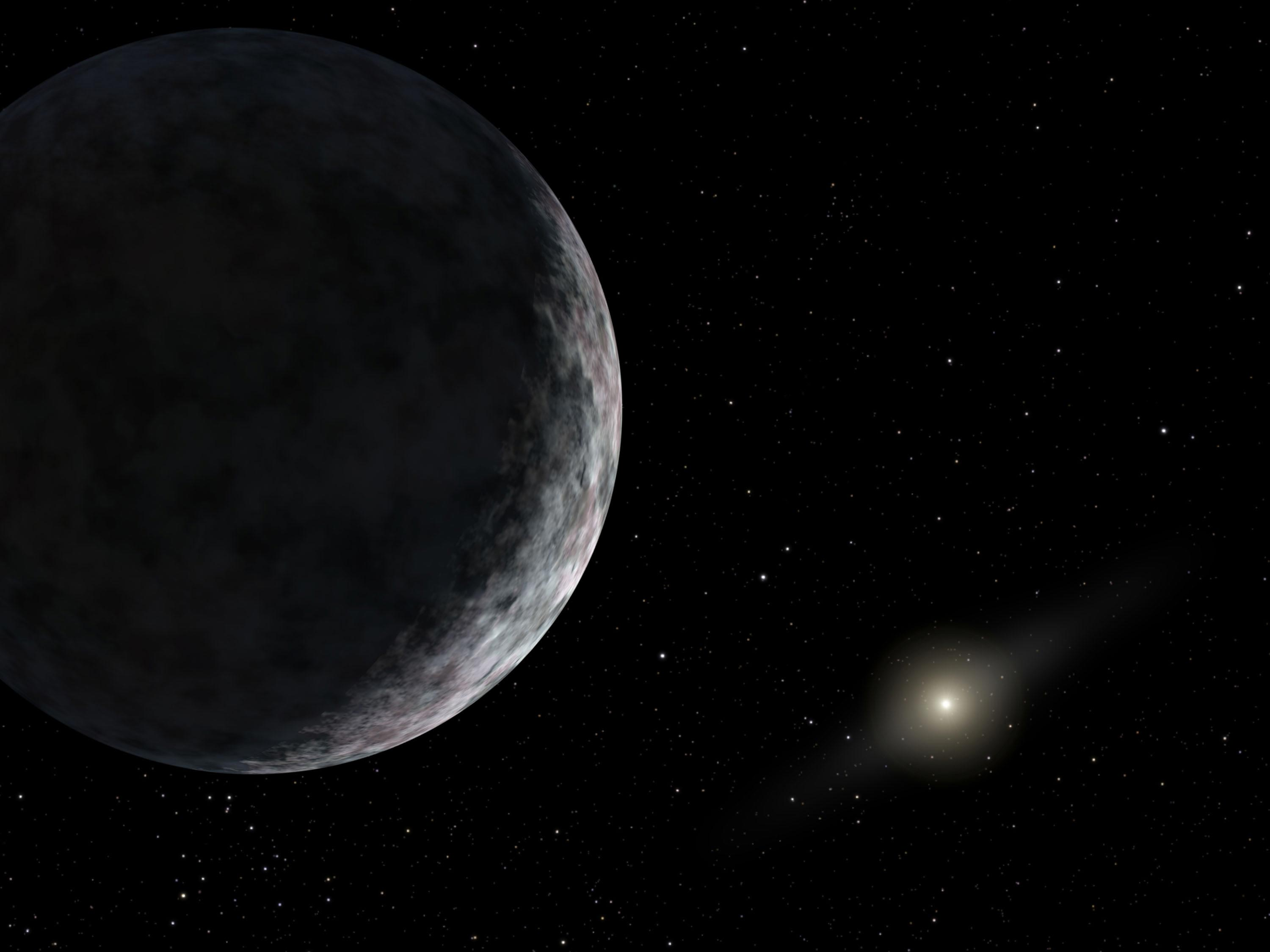
Representación artística de una vista hacia el Sol desde las cercanías de Eris.

En 2005, el equipo que descubrió el planeta enano 2003 UB313 lo apodó "Xena", en honor de la protagonista de Xena: la princesa guerrera. El 1 de octubre de 2005, el equipo anunció que 2003 UB313 tenía un satélite al que apodaron "Gabrielle", nombre de la compañera de aventuras de Xena. Ambos cuerpos celestes fueron llamados Eris (el planeta enano) y Disnomia (su satélite) por la Unión Astronómica Internacional, el 13 de septiembre de 2006. Aunque los nombres oficiales proceden de la mitología griega, sigue habiendo un guiño a la serie pues Disnomia, nombre del satélite, era la divinidad de la Anarquía y el apellido la actriz que daba vida a Xena, Lucy Lawless,  significa en inglés "sin ley, en estado de anarquía".

### Vestuario
En el año 2006, Lucy Lawless donó su vestuario personal al Museo Nacional de Historia Americana. En una entrevista ese mismo año con la revista Smithsonian le hicieron la pregunta "¿Era cómodo el conjunto de la Princesa Guerrera?" a la que ella respondió:

Me presionaba las costillas flotantes, que son tan importantes para respirar, así que me sentía como si tuviera ataques de pánico. Pero después de un tiempo se convirtió en una segunda piel. Era muy práctico una vez que superé la timidez. Admito que sentí un poco de vergüenza las dos primeras semanas porque nunca había llevado algo tan corto.
Lucy Lawless. Smithsonian, noviembre de 2006, página 44

## Fandom

### Subtexto
Un tema que ha suscitado mucho interés y debate entre los seguidores de la serie es la cuestión de si Xena y Gabrielle son amantes. Cuando los productores Robert Tapert y R.J. Stewart idearon los personajes, tenían en mente que mantuvieran una relación amistosa. Sin embargo, a las pocas semanas del inicio de la serie comenzaron los rumores de si a las protagonistas les unía algo más que amistad. Ello sorprendió a los guionistas de la serie, quienes supieron mantener la ambigüedad de la relación que mantenían. Las bromas, insinuaciones y otros sutiles indicios de una relación amorosa entre Xena y Gabrielle son conocidas como "subtexto" por los fanes. La cuestión de la verdadera naturaleza de esta relación causó ardientes debates entre los fanes, que se volvieron especialmente apasionados debido a la influencia de los debates sobre los homosexuales y sus derechos.
La naturaleza sexual de la relación entre Xena y Gabrielle fue comentada en una entrevista concedida por Lucy Lawless a la revista Lesbian News en 2003. Lawless declaró que después del final de la serie, cuando Gabrielle reanima a Xena dándole agua con la boca como si de un beso se tratara, había llegado a creer que la relación entre Xena y Gabrielle era "rotundamente homosexual [...] Siempre hubo dudas acerca de si 'bueno, podría serlo o no', pero cuando se rodó aquel goteo de agua entre sus labios en la última escena, lo tuve claro. No se trataba solo de que Xena fuera bisexual o que en cierto modo le gustase su amiga y bromease con ella, sino que entonces pensé 'no hombre, ellas están casadas'.". Por otro lado, en las entrevistas y comentarios de las colecciones de DVD puestas a la venta entre 2003 y 2005, los actores, guionistas y productores continuaron subrayando la ambigüedad de la relación y considerando al dios Ares, al menos, como un potencial interés amoroso para Xena.

### Fanfictions
Los seguidores de Xena han escrito numerosos fanfictions sobre la serie. Para hacerse una idea, en enero de 1998, había un total de 1598 fanfics circulando por la red. Los fanes han popularizado el término altfic para referirse al fanfiction sobre relaciones amorosas entre mujeres. Muchos de ellos consideran que el término slash se refiere sólo a relaciones entre hombres y no describe verdaderamente a los fanfiction románticos sobre Xena y Gabrielle, porque prefieren la expresión altfic. En honor al personaje de Gabrielle, los escritores de fanfictions sobre la serie fueron apodados bardos.
Un tipo especial de fanfiction sobre la serie son los "Uber", o "Uberfic", término acuñado en 1997 por Kym Taborn, de la página web fan Whoosh.org. Los Uberfic de "Xena: la princesa guerrera" son historias en las que Xena, Gabrielle, y otros personajes aparecen en diferentes culturas y épocas, desde la prehistoria hasta el futuro lejano, a través de la reencarnación o de medios sobrenaturales.  Las historias como estas comenzaron inspirándose en el episodio ambientado en Macedonia, The Xena Scrolls (Los pergaminos de Xena tanto en España como en Hispanoamérica), protagonizado por descendientes de Xena, Gabrielle y Joxer que viven en los años 40. En episodios posteriores de la serie también aparecieron diferentes reencarnaciones de Xena, Gabrielle y Joxer en la India y en Estados Unidos. 
Una vez finalizada la serie, varias temporadas virtuales fueron creadas por fanes y lanzadas en Internet, continuando la trama a partir del final de la serie (por lo que había que recurrir a una resurrección de Xena). Entre ellas se incluyen las Temporadas Virtuales Subtexto de Xena: la princesa guerrera (en las que Xena y Gabrielle se muestran abiertamente como una pareja y tienen una boda amazona) y las Temporadas Shipper de Xena: la princesa guerrera (que desarrollan la relación de Xena con Ares).
Además, el fanfic ha inspirado trabajos artísticos publicados en varias páginas web de fanes, ya sean dibujos y pinturas o diseños por ordenador.

## Referencias en programas y películas

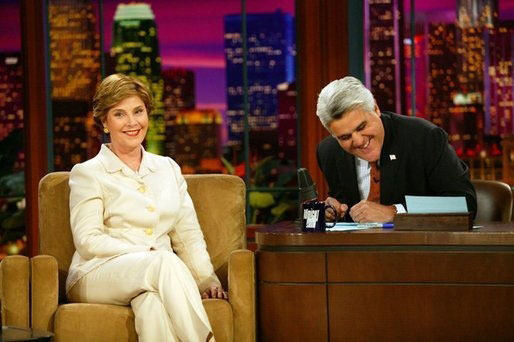
Jay Leno entrevistando a la Primera Dama de EE. UU. Laura Bush en The Tonight Show with Jay Leno.